# Arta (região)
A região de Arta é um região do Djibuti, criada em 2002. Faz fronteire com às regiões de Dikhil, Djibuti, Tadjourah e Ali Sabieh e a norte banhada pelo Mar Vermelho, a sua capital é Arta.
Tem uma altitude média de 600 metros acima do nível médio das águas do mar e grande parte do seu território está localizado sobre um vasto planalto, incluindo a cidade de Arta. Rodeada de montanhas, a região está dividida em dois distritos: Yoboki e Dikhil, que partilha a oeste com a região de Dikhil.
Tal como acontece na região de Obock, a sua costa detém muitos lagos de água salobra, cuja riqueza em sal é explorada pela população local e a maioria exportada para a Etiópia nas caravanas, fazendo da substância uma das maiores fontes de riqueza da zona, a par da pesca.
Arta, a capital, é uma cidade pequena, com uma população pequena, factos motivados pela sua distância da costa e proximidade com o deserto e inserção numa região montanhosa. A insuficiência de terras produtivas, levou muitos populares a instalarem-se na zona costeira, propícia à exploração do sal e da pesca. O seu litoral recortado permite aos habitantes aproveitar os seus portos naturais, facilitando a actividade.
A sua proximidade à capital também a favorece economicamente, facilitando as trocas comerciais.